# Metallurgical Laboratory

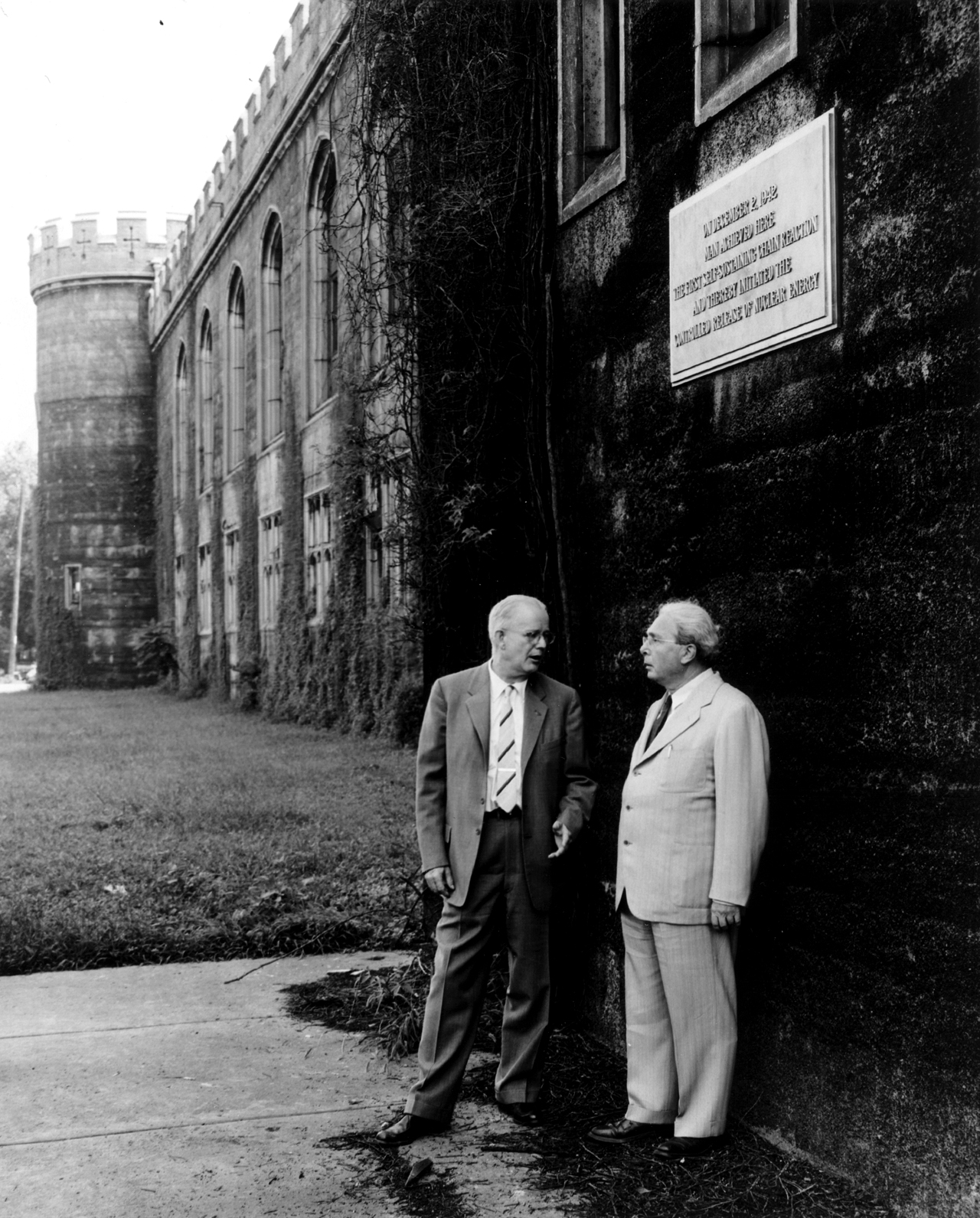
Norman Hilberry (à gauche), membre du Metallurgical Laboratory, et le physicien Leó Szilárd sur le terrain de football américain qui accueillera la Chicago Pile-1.

Le Metallurgical Laboratory (surnommé Met Lab) est un laboratoire de recherche nucléaire américain qui contribua au projet Manhattan pendant la Seconde Guerre mondiale. Fondé en 1942, il fut dirigé par Arthur Compton, un lauréat du prix Nobel de physique et professeur de physique à l'université de Chicago. Le laboratoire fut le premier à créer une réaction en chaîne nucléaire contrôlée grâce à la Chicago Pile-1, construite sur un terrain de football de l'université,.